# Rejon krynyczański
Rejon krynyczański – jednostka administracyjna wchodząca w skład obwodu dniepropetrowskiego Ukrainy.
Rejon utworzony w 1923, ma powierzchnię 1684 km² i liczy około 37 tysięcy mieszkańców. Siedzibą władz rejonu są Krynyczki.
Na terenie rejonu znajdują się 3 osiedlowe rady i 18 silskich rad, obejmujących w sumie 104 wsie i 6 osad.